# Liam Scarlett
Liam Scarlett (* 8. April 1986 in Ipswich, England, Großbritannien; † 16. April 2021 ebendort) war ein britischer Choreograph und Tänzer.

## Leben und Wirken
Scarlett wurde in Ipswich geboren und machte 2005 seinen Abschluss als Tänzer, seit 2006 war er als Tänzer am Royal Ballet in London tätig. 2012 beendete er seine Karriere als Tänzer und arbeitete fortan nur noch als Choreograph, dessen Werke zu den besten zeitgenössischen Choreographien weltweit zählten und ihm ein internationales Renommee einbrachten.
2008 wurde er zum First Artist befördert, 2012 zum Hauschoreographen des Royal Ballett in London.
Sein Repertoire umfasste berühmte Choreographen wie Nijinski, Cranko und Balanchine, zu den bekanntesten Werken, die er aufführte, gehörten Carmen und  Schwanensee. 
Er galt als eines der großen Talente der internationalen Tanzszene und lebte mit seinem Partner, dem Tänzer Fernando Duarte, zusammen.
2019 kamen Gerüchte auf, die auf ein angebliches allgemeines und sexuelles Fehlverhalten des Künstlers hinwiesen. Darauf erfolgte eine Suspendierung Scarletts im März 2020 von allen Posten und Aufträgen, die er innehatte.
Am 16. April 2021 wurde er tot aufgefunden. Über die Todesursache ist bisher nichts bekannt.

## Auszeichnungen
- Ursula Moreton Choreographic Award
- Kenneth Macmillan Choreographic Award
- De Valois Trust Fund Award
- Critics Circle Award